# 토마시 프란코프스키
토마시 프란코프스키(1974년 8월 16일 ~ )는 폴란드의 은퇴한 축구 선수이다.

## 국가대표 경력
그는 1999년 폴란드대표팀에 데뷔했다. 그는 국제 A매치 22경기에 출전해서 10골을 득점하였다.

## 통계
| 폴란드 | 폴란드 | 폴란드 |
| 연도   | 출전   | 골     |
| ------ | ------ | ------ |
| 1999   | 2      | 0      |
| 2000   | 2      | 1      |
| 2001   | 0      | 0      |
| 2002   | 0      | 0      |
| 2003   | 0      | 0      |
| 2004   | 3      | 2      |
| 2005   | 10     | 7      |
| 2006   | 5      | 0      |
| 합계   | 22     | 10     |